# Dark Side
Dark Side (englisch für Dunkle Seite) ist ein englischsprachiger Rocksong, welcher von der finnischen Gruppe Blind Channel geschrieben und interpretiert wurde. Mit dem Titel hat sie Finnland beim Eurovision Song Contest 2021 in Rotterdam vertreten und den 6. Platz erreicht.

## Hintergrund und Produktion
Mitte Januar 2021 gab die Rundfunkanstalt Yleisradio bekannt, dass die Gruppe an der Fernsehshow Uuden Musiikin Kilpailu 2021 teilnehmen werde, welche als Vorentscheidung für den Eurovision Song Contest dient. Am 20. Januar wurde der Beitrag Dark Side erstmals der Öffentlichkeit präsentiert. Blind Channel konnten die Show am 20. Februar 2021 für sich entscheiden, wobei die erhaltenen Punkte zu 75 % vom Televoting und zu 25 % von internationalen Juries bestimmt wurden. Mit 479 Punkten in der Telefonabstimmung konnte die Band mehr Punkte als alle übrigen Kandidaten zusammen auf sich vereinen.
Der Titel wurde von fünf Mitgliedern der Band geschrieben sowie von allen sechs zusammen mit Tommi Lalli arrangiert. Mit dem Schreiben des Titels habe man bereits im Frühjahr 2020 vor Beginn der COVID-19-Pandemie begonnen.

## Musik und Text
Stilistisch lässt sich der Titel in der Rockmusik verorten. Laut Aussage der Band verarbeite der Titel alles, was die Gruppe in den Jahren zuvor gelernt habe. Selbst wenn das Leben dunkler und härter sei, solle man dennoch Spaß haben. Der Song sei für all diejenigen gedacht, welche sich als Außenseiter oder fehl am Platze fühlten, wenn die Welt aus den Fugen gerate.
Dark Side beginnt mit dem Refrain, auf den die erste Strophe folgt. Die nächsten Wiederholungen des Refrains sind länger, außerdem wird der Post-Chorus nur an Anfang und Ende des Titels gesungen.

## Beim Eurovision Song Contest
Die Europäische Rundfunkunion kündigte am 17. November 2020 an, dass die ausgeloste Startreihenfolge für den 2020 abgesagten Eurovision Song Contest beibehalten werde. Finnland trat somit in der zweiten Hälfte des zweiten Halbfinale am 20. Mai 2021 an. Im Finale am 22. Mai 2021 erreichte die Band mit dem Titel den 6. Platz mit 301 Punkten.

## Rezeption
Tero Kartastenpää des Helsingin Sanomat ist der Ansicht, dass die Band es schaffe, Emotionen wie Wut und Aufrichtigkeit miteinander zu verbinden.
| ChartsChartplatzierungen     | Höchstplatzierung | Wochen |
| ---------------------------- | ----------------- | ------ |
| Deutschland (GfK)            | 51 (1 Wo.)        | 1      |
| Finnland (IFPI)              | 1 (29 Wo.)        | 29     |
| Österreich (Ö3)              | 64 (1 Wo.)        | 1      |
| Schweiz (IFPI)               | 39 (1 Wo.)        | 1      |
| Vereinigtes Königreich (OCC) | 66 (1 Wo.)        | 1      |

## Veröffentlichung
Im Rahmen der Vorentscheidung erschien ein Musikvideo am 20. Januar 2021. Regie führte Heikki Slåen. Der Titel erschien als Musikstream am darauffolgenden Tag.